# Trochalus salaamus
Trochalus salaamus är en skalbaggsart som beskrevs av Moser 1924. Trochalus salaamus ingår i släktet Trochalus och familjen Melolonthidae. Inga underarter finns listade i Catalogue of Life.